# 二ホウ化ハフニウム
二ホウ化ハフニウム(Hafnium diboride)は、ハフニウムとホウ素からなるセラミックスの一種であり、超高温セラミックスに分類される。融点は、約3250℃である。同形の二ホウ化タンタルや二ホウ化ジルコニウムと同様に、比較的高い熱伝導率と電気伝導率を持つ。灰色の金属光沢をもつ。結晶は六方晶で、分子量は200.11 g/mol、密度は~10.5 g/cm3である。
二ホウ化ハフニウム粉末の焼結のため、炭素、ホウ素、ケイ素、炭化ケイ素、ニッケル等と混ぜる。熱間圧接により、熱と圧力のため、粉末は固体を形成する。その強度と熱特性から、大陸間弾道ミサイルの大気圏再突入用熱シールドや空気力学的前縁に応用できる可能性がある。高分子材料や複合材料と異なり、再突入時のアブレーションがない流線形に成形することができる。
また、原子炉の制御棒やマイクロチップの拡散障壁の新材料としても研究されている。正しく合成できると、障壁の厚さは、7 nm以下にできる。
700-900℃のアルゴン流の中で二酸化ハフニウムと水素化ホウ素ナトリウムを反応させると、バラのような形のナノ結晶が得られる。
HfO2 + 3NaBH4 → HfB2 + 2Na(g,l) + NaBO2 + 6H2(g)